# Nuova Unione Sportiva Triestina Calcio 1995-1996
Questa pagina raccoglie le informazioni riguardanti la Nuova Unione Sportiva Triestina Calcio nelle competizioni ufficiali della stagione 1995-1996.

## Rosa
| N. |                   | Ruolo | Calciatore           |
| -- | ----------------- | ----- | -------------------- |
|    | Italia (bandiera) | C     | Sebastiano Apollonio |
|    | Italia (bandiera) | D     | Marco Battiston      |
|    | Italia (bandiera) | D     | Gianluca Birtig      |
|    | Italia (bandiera) | C     | Giuliano Camporese   |
|    | Italia (bandiera) | C     | Massimo Colombotti   |
|    | Italia (bandiera) | A     | Mirco Gubellini      |
|    | Italia (bandiera) | C     | Alessandro Iacono    |
|    | Italia (bandiera) | A     | Massimo Marsich      |
|    | Italia (bandiera) | A     | Marco Marzi          |
|    | Italia (bandiera) | C     | Giuseppe Mosca       |

| N. |                   | Ruolo | Calciatore           |
| -- | ----------------- | ----- | -------------------- |
|    | Italia (bandiera) | C     | Massimiliano Natale  |
|    | Italia (bandiera) | P     | Giuseppe Nioi        |
|    | Italia (bandiera) | A     | Massimiliano Palombo |
|    | Italia (bandiera) | C     | Massimo Pavanel      |
|    | Italia (bandiera) | C     | Gianni Pivetta       |
|    | Italia (bandiera) | C     | Andrea Polmonari     |
|    | Italia (bandiera) | D     | Federico Tiberio     |
|    | Italia (bandiera) | D     | Alessandro Ubaldi    |
|    | Italia (bandiera) | D     | Gianfranco Zanotto   |
|    | Italia (bandiera) | D     | Moreno Zocchi        |

## Risultati

### Campionato

#### Girone di andata
| 3 settembre 1995 1ª giornata | Triestina | 0 – 0 | Vis Pesaro |  |

| 10 settembre 1995 2ª giornata | Centese | 2 – 2 | Triestina |  |

| 17 settembre 1995 3ª giornata | Triestina | 2 – 0 | Cecina |  |

| 24 settembre 1995 4ª giornata | Tolentino | 0 – 1 | Triestina |  |

| 1º ottobre 1995 5ª giornata | Forlì | 0 – 2 | Triestina |  |

| 8 ottobre 1995 6ª giornata | Triestina | 0 – 0 | Rimini |  |

| 15 ottobre 1995 7ª giornata | Baracca Lugo | 1 – 2 | Triestina |  |

| 22 ottobre 1995 8ª giornata | Triestina | 2 – 0 | Ternana |  |

| 29 ottobre 1995 9ª giornata | Giorgione | 1 – 1 | Triestina |  |

| 5 novembre 1995 10ª giornata | Triestina | 2 – 1 | Imola |  |

| 12 novembre 1995 11ª giornata | Fano | 1 – 1 | Triestina |  |

| 19 novembre 1995 12ª giornata | Triestina | 1 – 2 | Ponsacco |  |

| 3 dicembre 1995 13ª giornata | Treviso | 1 – 1 | Triestina |  |

| 10 dicembre 1995 14ª giornata | Triestina | 0 – 0 | Fermana |  |

| 17 dicembre 1995 15ª giornata | San Donà | 3 – 2 | Triestina |  |

| 30 dicembre 1995 16ª giornata | Triestina | 1 – 1 | Pontedera |  |

| 7 gennaio 1996 17ª giornata | Livorno | 2 – 1 | Triestina |  |

#### Girone di ritorno
| 14 gennaio 1996 18ª giornata | Vis Pesaro | 1 – 1 | Triestina |  |

| 21 gennaio 1996 19ª giornata | Triestina | 1 – 0 | Centese |  |

| 28 gennaio 1996 20ª giornata | Cecina | 1 – 2 | Triestina |  |

| 4 febbraio 1996 21ª giornata | Triestina | 1 – 0 | Tolentino |  |

| 11 febbraio 1996 22ª giornata | Triestina | 1 – 1 | Forlì |  |

| 18 febbraio 1996 23ª giornata | Rimini | 1 – 1 | Triestina |  |

| 26 febbraio 1996 24ª giornata | Triestina | 0 – 0 | Baracca Lugo |  |

| 10 marzo 1996 25ª giornata | Ternana | 0 – 1 | Triestina |  |

| 17 marzo 1996 26ª giornata | Triestina | 2 – 2 | Giorgione |  |

| 24 marzo 1996 27ª giornata | Imola | 0 – 0 | Triestina |  |

| 31 marzo 1996 28ª giornata | Triestina | 2 – 1 | Fano |  |

| 14 aprile 1996 29ª giornata | Ponsacco | 1 – 1 | Triestina |  |

| 20 aprile 1996 30ª giornata | Triestina | 1 – 0 | Treviso |  |

| 28 aprile 1996 31ª giornata | Fermana | 1 – 0 | Triestina |  |

| 5 maggio 1996 32ª giornata | Triestina | 0 – 0 | San Donà |  |

| 12 maggio 1996 33ª giornata | Pontedera | 0 – 0 | Triestina |  |

| 19 maggio 1996 34ª giornata | Triestina | 1 – 0 | Livorno |  |